# American Journal of Nursing
Das American Journal of Nursing (AJN) ist eine US-amerikanische Pflegezeitschrift. Die Artikel, die darin erscheinen werden peer-reviewed und beschäftigen sich mit allen Themen der Pflegewissenschaft. Die Zeitschrift erschien erstmals 1900 als Verbandszeitschrift der Associated Alumnae of Trained Nurses, die später zur American Nurses Association wurde. Heute wird die Zeitschrift von Lippincott Williams & Wilkins herausgegeben. 2009 wurde das AJN von der Special Libraries Association als eine der 100 einflussreichsten Zeitschriften im Bereich Biologie und Medizin der letzten 100 Jahre ausgewählt. Als Gründer des AJN gelten Isabel Hampton Robb, Lavinia Dock, Mary E. P. Davis und Sophia French Palmer.